# VideoFutur
 (novembre 2023).
- Si vous ne connaissez pas le sujet, laissez ce bandeau (vous pouvez alors contacter les auteurs).
- Si vous supprimez le contenu mis en cause (vous pouvez préalablement contacter les auteurs),

argumentez précisément cette suppression dans la page de discussion
(un manque de référence n'est pas un argument ; une recherche réelle de référence doit avoir été effectuée, être formellement documentée).
Videofutur (également typographié VIDEOFUTUR), anciennement écrit Vidéo Futur jusqu'en 2012, est un fournisseur d'accès à Internet. Vidéo futur est créé au début des années 1980 en tant que chaîne de vidéo-club. L'enseigne se développe à partir des années 1990 et compte jusqu'à 400 points de vente en 2003.
En raison de la crise du secteur de la vidéo locative apparue au début des années 2000, le groupe CPFK dépose le bilan en juillet 2008. En octobre de cette même année, Vidéo futur est repris par Glowria, filiale du groupe Netgem. Durant l'année 2009, l'enseigne met en place un service de VOD.
En mai 2012, l'enseigne est renommée Videofutur et certains magasins rejoignent le nouveau concept. L'année suivante, Netgem rachète Videofutur et La Box est commercialisée en septembre de cette même année. En octobre 2015, Videofutur devient un fournisseur d'accès à Internet.
La société exploitante porte le nom de Vitis et a pour actionnaires : Netgem, la Caisse des dépôts et Oceinde. En 2020, le groupe Netgem met en place son organisation One Netgem, intégrant désormais Vitis-Videofutur, associée à sa nouvelle identité de marque et à sa mission : « s’épanouir dans sa vie numérique ».
En février 2023, l'actionnaire majoritaire de Videofutur annonce la cessation d'activité de fournisseur d'accès internet. L'affaire est cédée à Nordnet. Netgem affirme vouloir recentrer son activité principale à la diffusion de programmes via le streaming.

## Historique

### 1982-1995: La genèse
La chaîne de magasins Vidéo Futur est née avec l'ouverture d'un premier vidéo-club à Sartrouville en 1982 par son fondateur Gilles Darnois. Dès 1984, un second magasin est ouvert à Nanterre. À l'occasion de l'ouverture de ce magasin, Gilles Darnois s'est associé à Serge Samson et Guy Garit pour créer GDS vidéo (initiales des trois fondateurs), société de négoce dont l'activité consiste à acheter des cassettes à des éditeurs et à les revendre aux vidéo-clubs.
L'activité de location vidéo est certes entrée dans les mœurs des consommateurs, mais elle s'est également banalisée. L'apparition de Canal + dans le paysage audiovisuel a contribué à rendre le consommateur plus exigeant en ce qui concerne le choix, la qualité de service, et la disponibilité des produits. La création de Vidéo futur en tant que chaîne de magasins repose sur la volonté d'offrir au consommateur un modèle de magasin haut de gamme, agencé de manière épurée, disposant d'un large choix, de produits suffisamment nombreux pour être disponibles, et animé par du personnel spécifiquement formé. Ce nouveau concept de magasin est résolument orienté vers une clientèle familiale. La rénovation de leur premier magasin en vidéo-club haut-de-gamme double le chiffre d'affaires, et confirme donc la pertinence de ce positionnement de la chaîne. Les trois premiers magasins sont alors renommés Vidéo futur.
La société GDS vidéo exerce principalement le métier de grossiste en vidéocassettes locatives à destination d'une clientèle de vidéo-clubs. De proche en proche un certain nombre de vidéo-clubs clients de la société adoptent l'enseigne Vidéo futur. En 1994, la chaîne Vidéo futur compte une trentaine d'unités. C'est à partir du milieu des années 1990, que le développement du réseau s'accélère et se structure. Le fondateur, Gilles Darnois s'entoure alors de deux jeunes collaborateurs qui joueront un rôle clé : Richard Leblanc (directeur du développement), et Philippe Renault (directeur financier). Dès 1995, la société devient un groupe reposant sur deux pôles principaux : le pôle approvisionnement (GDS vidéo), et le pôle participation (Vidéo futur expansion), détenus par une société mère : CFF (Cie financière du futur). Le modèle de développement original repose sur une participation détenue par le groupe au capital des principales unités. Ce schéma permettra de financer le développement d'implantations stratégiques, et d'assurer la loyauté des franchisés développeurs en doublant le contrat de franchise d'un solide pacte d'actionnaires. La première implantation rattachée à Vidéo futur expansion sera le magasin Vidéo futur de Paris place de Clichy.[réf. nécessaire]

### 1997-2002: L'essor
À partir de 1997, de nombreuses sociétés — italiennes pour la plupart — lanceront sur le marché français des automates de location vidéo. La chaîne Vidéo futur compte alors un peu plus de 250 magasins, et les dirigeants font le choix de s'équiper en automates de marque Cinebank. Ces automates sont conçus et fabriqués par la société VSI, et distribués en France par la société Cinemat, créée par Cristiano Sereni. Ce partenariat sera fructueux pour les deux parties. Vidéo futur commencera l'équipement de ses magasins en machines Cinebank, siglées Video futur, à partir de 1997. Parallèlement, le groupe Cinebank ouvre une filiale spécialisée dans l'approvisionnement en vidéocassettes et DVD des automates de son propre réseau, qui s'approvisionnera auprès de GDS vidéo.[réf. nécessaire]
À partir de 1998, le groupe Vidéo futur cherche à ouvrir son capital et à s'adosser à un actionnaire lui apportant la surface financière indispensable à la poursuite de son développement. À l'issue de plus d'un an de discussions avec différents investisseurs, le groupe Banque populaire entre au capital au travers du fonds SPEF développement (qui prendra le nom de Naxicap quelques années plus tard). SPEF/Naxicap accompagnera très efficacement le groupe Vidéo futur au cours de la décennie suivante.[réf. nécessaire]
À partir de 1999, la montée en puissance des liens commerciaux entre le groupe Vidéo futur et le groupe Cinebank pose nécessairement la question de leurs liens capitalistiques. Le 15 janvier 2000, le groupe Vidéo futur acquiert 33,4 % du capital du groupe Cinebank. Cette opération sera entourée de la plus grande confidentialité, et repose sur une ingénierie financière complexe. La prise de participation de Vidéo futur dans Cinebank ne sera finalement officialisée que trois ans plus tard, lors de la constitution du groupe CPFK.[réf. nécessaire]
En 2000, Vidéo futur est no 1 au TOP 50 de la franchise de Franchise magazine, ce qui sera à nouveau le cas en 2001[source insuffisante].
En 2002, la chaîne représente plus de 400 magasins.

### 2003-2008: Le groupe CPFK
Au début de l'année 2003, les enseignes Vidéo futur, Cinebank et Vidéo pilote, qui comptent respectivement 460 magasins, 1 800 automates et 120 points de vente, fusionnent pour former le groupe Vidéostore réalisant ainsi près de 46 % du chiffre d'affaires dans le secteur de la vidéo locative. La naissance du nouveau groupe ayant débuté plusieurs années auparavant à la suite des collaborations logistiques et commerciales des trois enseignes précitées.[source insuffisante]
La création du groupe Vidéostore prévoit l'ouverture de nouveaux points de vente pour les trois enseignes : Vidéo futur pour les magasins de haut de gamme avec un doublement du parc d'ici cinq à sept[Quoi ?] avec 900 unités à terme ; Cinebank vise l'implantation de 200 nouveaux automates par an ; Vidéo pilote, qui regroupe les partenaires indépendants, mise sur l'adhésion d'une quarantaine de partenaires supplémentaires par an[source insuffisante].
Au cours de l'année 2005, Vidéo futur se développe à l'international avec l'ouverture d'un premier point de vente en Suisse. L'enseigne envisage également l'ouverture d'une cinquantaine de magasins et l'implantation d'une centaine de distributeurs automatiques d'ici cinq ans.[source insuffisante]
Cette année-là, le Groupe CPFK réalise 85 millions d'euros de CA consolidé pour 18 millions d'euros d'EBITDA[sigle à expliciter]. Cependant, dès 2004, les actionnaires et les dirigeants ont conscience de la nécessité de renouveler le modèle économique pour anticiper la concurrence provenant des contenus téléchargeables, et du téléchargement pirate en particulier. C'est le point de départ du projet Moovyplay.[réf. nécessaire]
Pour anticiper la montée en force de la distribution des contenus médiatiques via les canaux numériques, l'entreprise a traversé nombre de transformations. Lancé en 2005, le projet Movvyplay repose sur la conception par le groupe CPFK d'un baladeur numérique permettant de charger des films directement auprès des boutiques physiques des réseaux.[réf. nécessaire]
À la suite du développement croissant de la VOD, le groupe CPFK lance un nouveau système de location dématérialisé baptisé Moovyplay réalisé par Archos sous forme de disque dur portable. Celui-ci permet aux clients des magasins Vidéo futur, Cinebank et Vidéo pilote de télécharger les films de leurs choix en magasin sur leur lecteur puis de les visionner chez eux. En test depuis fin 2007 dans vingt-quatre magasins Vidéo futur, le service Moovyplay est déployé à l'échelle nationale à partir d'avril 2008. Le groupe CPFK vise jusqu'à 900 points de vente équipés d'ici la fin de l'année 2008.
Le 17 juillet 2008, le groupe CPFK, leader de la location vidéo en France, est placé en redressement judiciaire en raison d'une baisse importante de son chiffre d'affaires liée au téléchargement illégal sur Internet. La crise touchant le secteur de la vidéo locative depuis le milieu des années 2000 a entraîné la fermeture de nombreux points de vente[source insuffisante].
Le 3 octobre 2008, Glowria, filiale du groupe Netgem, reprend pour deux millions d'euros le réseau comprenant plus de 500 franchisés sous l'enseigne Vidéo futur et 1 900 automates sous les marques Vidéo futur, Cinebank et Vidéo pilote. Seul un tiers des actifs du groupe CPFK sont repris par Glowria.[source insuffisante]

### 2009-2015: Vidéo à la demande et fournisseur d'accès
En 2009, Vidéo futur lance un service de VOD. Son ergonomie obtient cette année-là le prix du meilleur service VOD lors des MIPCOM 2009. Cette même année, Vidéo futur signe un partenariat avec Deezer pour diffuser sur son service de VOD les radios du service de musique en ligne.
Afin de conserver ses clients actuels et aussi en obtenir des nouveaux, Vidéo futur se positionne comme « opérateur de divertissement de proximité » et lance en mai 2009 le service Galaxy dont ce dernier est parrainé par Thierry Lhermitte[source insuffisante]. Il s'agit une carte prépayée et rechargeable distribuée gratuitement en magasin ou sur le site internet de l'enseigne offrant l'accès à tous les modes de consommation de la vidéo. Celle-ci est utilisable sur les ordinateurs et la télévision permettant l'accès au catalogue VOD disponible sur le site internet de Vidéo futur.
En juin 2009, Vidéo futur possède 320 magasins tandis que le service Galaxy est proposé dans une cinquantaine de points de vente volontaires avant son déploiement dans l'ensemble des magasins de la chaîne[source insuffisante].
En mai 2012, Vidéo futur est renommé Videofutur et change à cette occasion d'identité visuelle et de slogan. De plus, un nouveau positionnement et de nouvelles offres sont mis en place permettant la location en DVD et en Blu-ray tout en proposant également un service de VOD. Enfin, certains points de vente adoptent le nouveau concept.
Le 23 janvier 2013, Netgem annonce une OPA sur Vidéo futur,. Vidéo futur cède lors de cette OPA la totalité de ses éléments d'actif et de passif à la société Netgem, sur la base des comptes de Vidéo futur au 31 décembre 2012.
Le 27 août 2013 la société Video futur est fusionnée[pas clair],.
Le 21 juin 2013, l'entreprise annonce la sortie de La Box pour la rentrée 2013. Celle-ci propose de la location de DVD et de Blu-ray, de la vidéo à la demande illimitée, un service de VOD ainsi que des chaînes de télévision. La Box, disponible dans les magasins exploités en propre par l'enseigne, s'adresse principalement aux foyers qui ne sont pas éligibles à la télévision par Internet.
Au cours de l'année 2015, le dernier point de vente sous enseigne Videofutur ferme ses portes. Cependant, certains magasins n'ayant pas rejoint le concept mis en place en 2012 subsistent encore en 2018 comme celui de Savigny-sur-Orge ou d'Alès.
À compter du 1er octobre 2015, Vidéo futur se lance en tant que fournisseur d'accès à Internet avec service SVOD sur plusieurs réseaux FTTH d'initiative publique, en collecte ou en marque blanche de l'opérateur Alsatis. Vidéo futur était déjà présent indirectement sur ce marché en proposant sa box avec les offres de l'opérateur CityPlay, désormais racheté par Wibox. Cela fait également suite à l'entrée sur le marché, en septembre, de Coriolis Télécom en partenariat avec Canal+.
En novembre 2017, est lancée la box 4K.
Depuis 2016 : opérateur de fibre optique sur les réseaux d'initiative publique. En novembre 2016[réf. nécessaire], Videofutur devient un fournisseur d'accès à Internet sur les réseaux d'initiative publique desservant des zones peu denses et rurales. L'opérateur a pour actionnaires : Netgem, acteur spécialisé dans la fourniture de solutions interactives pour la télévision, la Caisse des dépôts qui finance et accompagne les réseaux d’initiative publique (RIP) dans leur développement et Oceinde, acteur du très haut débit à La Réunion. Videofutur est aujourd'hui disponible commercialement dans une quarantaine de départements. En juillet 2019, Videofutur lance l'application multi-écrans myVideofutur qui permet aux utilisateurs du service de retrouver leurs contenus sur tous les écrans.

## Identité visuelle

### Logos

Logo de Vidéo Futur jusqu'en 2003.
Logo de Vidéo Futur de 2003 à 2009.
Logo de Vidéo Futur de 2009 à 2012.
Logo de Videofutur de 2012 à 2018.
Logo de Videofutur depuis 2018.

### Slogans
- Années 1990 : « L'autre image »
- Jusqu'en 2002 : « La chaîne no 1 des vidéos-clubs en France »[33]
- De 2003 à 2009 : « LA chaîne de vidéoclubs »
- De 2009 à 2012 : « LÀ, pour vous divertir »
- De 2012 à 2013 : « N'attendez pas que ça passe à la télé ! »
- De 2013 à 2015 : « Toute la presse en parle ! »
- Depuis 2018 : « À vous la fibre »